# Avatele
Avatele est une ville de Niue. Selon le dernier recensement (2007), il a une population de 200 habitants, ce qui fait de lui le troisième village, sur un total de 13, par le nombre d'habitants.

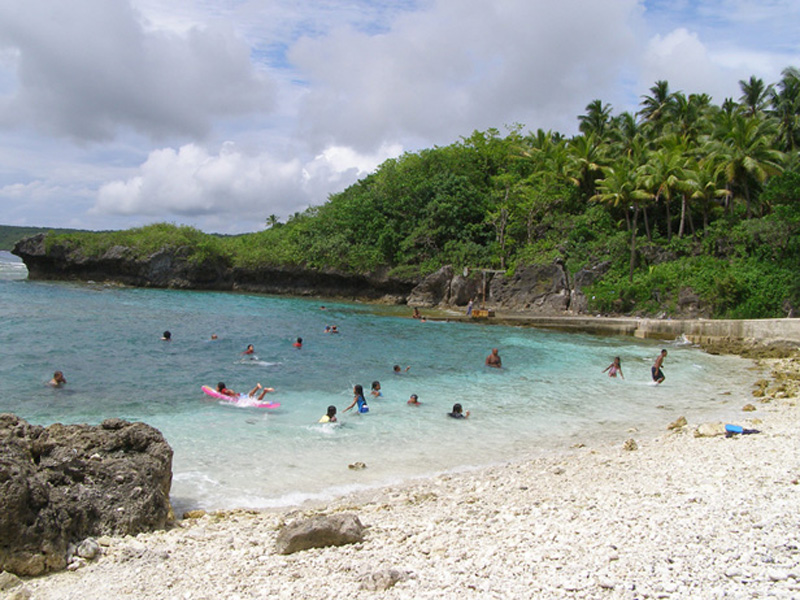
Plage à Avatele